# جوزيب بريتش
جوزيب بريتش مواليد 5 يونيو 1992 في البوسنة والهرسك، هو لاعب كرة يد بوسني يلعب كوسط مدافع. يلعب حاليا مع نادي أودريهيو سكويسك لكرة اليد ويحمل الرقم 23. مثل منتخب البوسنة والهرسك لكرة اليد.

## سجل المنافسة
شارك في البطولات التالية:
- بطولة العالم لكرة اليد للرجال 2015

## روابط خارجية
- جوزيب بريتش على موقع الاتحاد الأوروبي لكرة اليد (الإنجليزية)